# الخمراه
ال خمراه یک منطقهٔ مسکونی در عربستان سعودی است که در استان مکه واقع شده‌است.